# ドリトル先生航海記
『ドリトル先生航海記』（ドリトルせんせいこうかいき、The Voyages of Doctor Dolittle）は、ヒュー・ロフティングにより1922年に発表されたイギリス（最初の刊行はアメリカ合衆国）の児童文学作品。

## 概要
ドリトル先生シリーズの第2作。出版順としては2番目であるが、作品内の時系列順では第4作『サーカス』や第6作『キャラバン』よりも後の時代の話となる。著者のロフティングは1923年に、本作で第2回ニューベリー賞を受賞した。
冒頭はシリーズ全編の語り手であるトーマス（トミー）・スタビンズが前作『ドリトル先生アフリカゆき』を医学博士ジョン・ドリトルの評伝として執筆した経緯についての説明から始まる。その中で『アフリカゆき』の内容は大半がスタビンズ自身が生まれる前に起きたことで、若い頃の先生を知るパドルビーの人々や250歳を超えてなお健在なオウムのポリネシアからの伝聞を基に執筆したとしている。
なお、第2部11章で先生は「1809年4月に北極点へ行き、ホッキョクグマから地下に石炭が埋まっていることを教わったが乱開発を防ぐため秘密にしている」と述べているが、前作『アフリカゆき』でポリネシアが先生に動物の言葉を教えるに当たり自身の年齢を「181か182歳」だとしたうえで王太子時代のチャールズ2世がクロムウェルの軍勢に敗れてオークの木の洞に隠れているのを目撃したと1651年の故事に言及していることから、逆算すると先生が動物の言葉を習得したのは1820年前後の出来事となり、矛盾が発生する。

## あらすじ

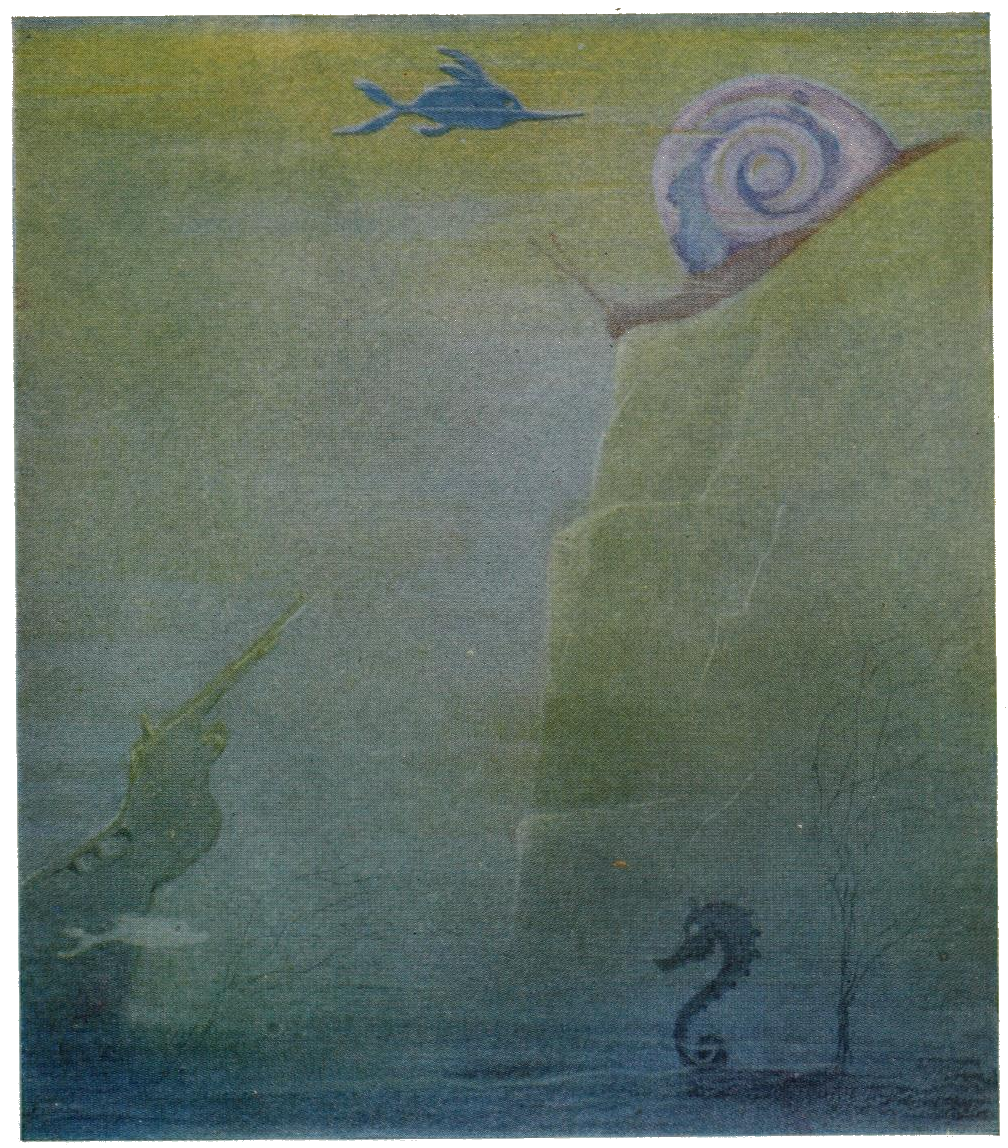
挿絵

沼のほとりのパトルビーという町にある靴屋の一人息子、トミー・スタビンズは動物が大好きな９歳の少年だが、家が貧しいため学校に行くことができず、友人は猫肉屋のマシュー、貝ほりのジョー、世捨て人のルカの三人だけだった。
ある日、トミーは怪我をしたリスを保護をする。動物と話ができる偉い医者がいるとジョーに教えられたトミーはリスを看てもらうためその医者の家に通うが旅に出ていて会うことができない。しかし大雨の日に知り合いになった優しい男性こそ旅から帰ってきたドリトル先生だった。トミーは先生の屋敷に日々足を運ぶようになり研究の手伝いをするとともに、アフリカから戻ってきたオウムのポリネシアの助けもあって動物の言葉を覚えていく。両親の許可をもらい、正式の助手として先生の屋敷に住み込むことになる。
先生は研究のための旅に出ようと考えてジョーから船を買い、船員として世捨て人のルカを雇おうとするが、ルカは15年前にメキシコの金鉱を採掘していた際に仲間を殺害した容疑で逮捕されてしまう。しかし、ルカが飼っているブルドッグのボッブが事件の一部始終を目撃していたことを知った先生は裁判の場でボッブの証言を通訳し、それによってルカは無罪となった上、生き別れていた妻とも再会する。先生もトミーも大喜びするがルカを船員として雇うことはできなくなった。
先生が帰宅するとムラサキ極楽鳥のミランダがアマゾン熱帯雨林から先生を訪ねて来ていた。ミランダは先生の敬愛するインディアンの博物学者ロング・アローがクモサル島で行方不明になったことを伝える。次の旅行ではロング・アローに会いたいと考えていた先生は深い失意に沈むが、気を取り直した先生はトミーに目隠しをして鉛筆を持たせ、世界地図帳の適当なページにその鉛筆を突き立てる「運まかせの旅行」で旅の行く先を決めようとする。トミーが地図に下ろした鉛筆の先はクモサル島をさしていた。
先生と旧知の間柄で今はオックスフォード大学へ留学しているアフリカ・ジョリギンキ王国のバンポ・カアブウブウ王子が休暇を利用して先生を訪ねて来たので、先生は彼を船員として雇い、クモサル島へ向かう航海に出る。
忍び込んだ密航者により大量の食糧を食いつくされてしまい、補給のために航海の途中で立ち寄ったカパ・ブランカ島はスペイン領で闘牛が盛んだった。先生は島の有力者と賭けをし、島一番の闘牛士と先生が闘牛で勝負をして勝つことができたら今後この島では闘牛をしないという約束を取り付けると、闘牛場の牛たちと示し合わせて素晴らしいショーを演じ、勝負に勝つ。またバンポも島の有力者に勝敗を巡って賭けを仕掛けており、現金を獲得する。しかし一部の島民が腹を立てて暴徒化し先生のもとに押しかけてきたため、一行は急いで船に戻り、島から逃げ出して航海を続ける。
目的地のクモサル島を目前にして船は嵐に見舞われ、大破してしまうが、イルカたちが筏を押してくれ、一行はクモサル島にたどり着く。クモサル島は陸地に繋がっていた時に火山が爆発し島となるが火山の跡が空洞になり浮き島となり海上を漂流し、現在はブラジル沖を南へ流されて寒冷化していた。一行は珍種のカブトムシ・ジャビズリーの足にクモの糸で巻き付けられていた絵手紙を頼りに、岩盤の崩落によって洞窟に閉じ込められていたロング・アローと多くの島民を救出する。また、火の利用方法を知らないポプシペテル族に火を起こす方法を教えるとともに、クジラの群れに協力を仰いで島を元の赤道付近へと押し戻してもらい、ポプシペテル族の崇敬を集める。さらに、ポプシペテル族を襲撃したバグ・ジャグデラグ族をバンポの奮闘やポリネシアが呼び寄せたオウム軍の協力で退け、和平協定を結ばせる。こうした活躍により、先生は二つの部族から推挙されてクモサル島の王に選出され、ジョング・シンカロット（Jong Thinkalot）王と改名させられてしまう。先生の戴冠式では、島民の大歓声が原因で島の中央にある山頂の大岩が噴火口に落ち、島の空洞を打ち抜いたため、島の漂流が止まる。
不本意ながら王様にされてしまった先生だったが、島民の生活向上のために昼も夜もなく働き続け、周囲のトミーやバンポ、動物たちは先生がパドルビーに帰る気をなくしてしまったのではないかと心配する。島に来て2年が経過したある日、ポリネシアは2年前の戴冠式で沈降した島の下敷きになりかけて怪我をし、浜辺で休んでいた巨大な大ガラス海カタツムリを発見し、「殻の中に一行を入れてパドルビーまで連れて行ってあげると先生に言ってくれ」とこっそり頼む。怪我の治療をしていた先生はカタツムリからの突然の提案を聞き、誰も見たことがない海底の様子を見られる機会が訪れたことに心を動かされる。ポリネシアやトミー、ロング・アローの説得もあり、島民を見捨てていくことに心を痛めながらも島を去ることを決め、仲間とともに殻の中に入ると、海底を旅して故郷のパドルピーに戻ることが出来たのであった。

## 作中の民族表現について
本作に登場するクモサル島の住民は「インディアン」とされていて、ドリトル先生を「王様」に祭り上げ、戴冠式まで執り行うが、基本的に南北アメリカのインディアンやインディオには「王様」は存在しない。例外はアステカやインカ帝国など、ラテンアメリカのごく一部のインディオのみである。
インディアンやインディオは伝統的に共有・平等文化を是としており、その社会には身分制度や王族は存在しない。
また、ポリネシアが黒人のバンポ王子に「ホッテントット」と蔑称を投げかける場面などが問題視されたことから、アメリカで1997年より刊行されている改訂版では該当箇所の記述や一部の挿絵が削除されている。

## 日本語版
本作は「ドリトル先生」シリーズの代表作と言える扱いになっており、日本で刊行される児童向けの文学全集では第1作『アフリカゆき』でなく本作のみが収録されている場合も少なくない。
日本における本作の紹介は『アフリカゆき』よりも早く、大槻憲二が博文館の雑誌『少年世界』1925年1月号から12月号まで『ドーリットル博士の航海』の表題で連載したものが初訳である。この連載では小笠原寛二の挿画が使用されたが、単行本化はされておらず戦後にスタンダードとなった井伏鱒二訳に比べると知名度は低い。
石井桃子の薦めで『アフリカゆき』を日本に紹介した井伏鱒二は講談社の雑誌『少年倶楽部』1941年1月号より「ドリトル先生船の旅」の表題で本作を連載したが、井伏はこの連載の中途で陸軍へ徴用されて昭南島（シンガポール）へ赴くことになったため代理の翻訳者が連載を引き継ぎ、1942年12月号で完結した。戦後になってシリーズ全編の翻訳作業が再開された際には雑誌連載時に代理の翻訳者が担当した部分も井伏が翻訳し直し、1952年に『ドリトル先生航海記』の表題で講談社・世界名作全集の一編として刊行されている。
2000年代まで唯一、シリーズ全巻の日本語訳を発売していた岩波書店が岩波少年文庫に本作を収録したのは1960年であり、本作が講談社から刊行されたのと同じ1952年刊の3巻『郵便局』や翌1953年刊の6巻『キャラバン』よりも後になってからである。井伏の手になる本作の日本語訳は、1979年に講談社文庫からも刊行された。

### 岩波書店版
- ヒュー・ロフティング、訳：井伏鱒二『ドリトル先生航海記』 岩波書店
  - 岩波少年文庫 1960年9月20日初版、1978年・2000年改版 ISBN 978-4-001-14022-4
  - 愛蔵版〈ドリトル先生物語全集〉第2巻 1961年10月16日初版 ISBN 978-4-001-15002-5

### その他の日本語版
- ドリトル先生航海記（偕成社 少年少女世界名作選）

訳：虎岩正純 1967年初版
- ドリトル先生航海記（講談社 世界名作全集）

訳：古友雅男、画：和田誠 1967年初版
- ドリトル先生航海記（偕成社 世界の幼年文学 カラー版）

訳：前田三恵子、画：山中冬児  1968年初版
1975年に渡辺安芸夫の画で学研小学生文庫にも収録。
- ドリトル先生航海記（文研出版）

訳：大石真、画：藤沢友一  1970初版
- ドリトル先生航海記（集英社 母と子の名作童話）

訳：伊達常雄、画：村上勉 1973年初版
- ドリトル先生航海記（ぎょうせい 少年少女世界名作全集）

訳：吉田新一 1983年4月初版
- ドリトル先生こう海記（小学館 世界こども名作全集・学習版 11巻）

訳：高橋健二 1986年9月初版
- 新訳 ドリトル先生航海記（角川つばさ文庫 編集・発行：アスキー・メディアワークス）

訳：河合祥一郎、画：patty 2011年7月15日初版 ISBN 978-4-04-631148-1